# Pinkus l'emporio della scarpa
Pinkus l'emporio della scarpa (Schuhpalast Pinkus) è un film muto del 1916 diretto da Ernst Lubitsch.
Fu il debutto sullo schermo per Fritz Rasp.

## Trama

### Atto primo
Sally Pinkus è uno studente pigro. Si rifiuta di alzarsi presto ("Sarò in ritardo abbastanza presto") ed è poco interessato all'apprendimento a scuola, ma più interessato ai suoi compagni di classe. Gli piace fare il clown di classe. A casa afferma di studiare per l'esame finale davanti a suo padre, ma in realtà fuma segretamente sigarette. Non passa l'esame e viene espulso da scuola per condotta scorretta. A casa ha confessato l'accaduto e fugge dal padre arrabbiato.

### Atto secondo
Sally tenta senza successo di trovare un lavoro, e non ci riesce a causa della mancanza di un titolo di studio. Gli capita di vedere una bella ragazza che lavora in una piccola bottega di calzolaio a Berlino. Poiché il padre della ragazza è alla ricerca di un apprendista, viene assunto come apprendista e deve pulire il pavimento, tra le altre cose. Di fronte ai suoi genitori, si vanta di avere una posizione brillante e loro sono orgogliosi di loro figlio. Tuttavia, Sally mostra rapidamente il suo vecchio io durante il lavoro: è pigro, fa scherzi - tra l'altro, regola il calendario di un giorno in modo che il fine settimana inizi prima - e si rifiuta di servire determinati clienti. Quando inizia una relazione con la figlia del capo, scoperto viene licenziato.
Sally è assunto dall'uomo d'affari Meiersohn, che gestisce un grande negozio di scarpe. Oltre ai numerosi addetti alle vendite, ora è il gallo del negozio, e si diverte. Quando solletica il piede di un cliente che prova una scarpa, che lascia il negozio con disgusto, Sally dovrebbe essere di nuovo licenziato. Meiersohn, tuttavia, cambia idea quando Sally riesce a vendere alla ballerina Melitta Hervé un paio di scarpe costose. Lui si porta le scarpe a casa da solo e inganna Meiersohn, che voleva farlo da solo in segreto. Mentre il pacchetto di Meiersohn, confezionato di nascosto da Sally, contiene un vecchio paio di scarpe da uomo, Sally porta quella giusta alla ballerina e flirta con lei dopo il tè. Lei gli dà 30.000 marchi in modo che possa aprire il suo negozio di scarpe, e Sally annuncia Meiersohn con un sigaro in bocca che lascerà.

### Atto terzo
Sally è ora il capo dello "Schuhpalast Pinkus". Ha oltre una dozzina di dipendenti pagati da Melitta, ma nessun cliente. Passa alla pubblicità aggressiva: dopo che Melitta ha eseguito una danza a teatro, dalla scatola del proscenio fa sapere al pubblico che le scarpe che la ballerina indossa sono disponibili nel palazzo delle scarpe di Pinkus. Annuncia anche una presentazione di scarpe nel suo negozio per il giorno successivo e distribuisce volantini.
Lo spettacolo è un successo clamoroso e i giornali stanno facendo pubblicità per Sally. Ora può rimborsare i soldi presi in prestito al Melitta, ma invece le fa una proposta di matrimonio, poiché i soldi rimangono in famiglia. Melitta accetta la richiesta e i due cadono l'uno nelle braccia dell'altro.

## Produzione
Il film fu prodotto dalla Projektions-AG Union (PAGU).

## Distribuzione
Il film uscì nelle sale tedesche nel maggio 1916. Secondo Wolfgang Jacobsen, nella sua filmografia di Lubitsch, il film uscì il 9 giugno 1916 a Berlino.
Nel 2010, la pellicola è stata proiettata al Festival di Locarno, nell'ambito di una retrospettiva dedicata a Lubitsch.